# Phellolophium madagascariense
Phellolophium madagascariense är en flockblommig växtart som beskrevs av John Gilbert Baker. Phellolophium madagascariense ingår i släktet Phellolophium och familjen flockblommiga växter. Inga underarter finns listade i Catalogue of Life.